# 尔觉镇
尔觉镇，是中华人民共和国四川省凉山彝族自治州越西县下辖的一个乡镇级行政单位。，位于越西县境中部、距离越西县城33千米。2021年1月12日，撤销铁西乡和尔觉乡，设立尔觉镇。以原铁西乡和原尔觉乡所属行政区域为尔觉镇的行政区域。全镇产业主要以花椒、肉牛养殖为主，建立有6000多亩的花椒产业园。

## 行政区划
尔觉镇下辖以下地区：
四勿普村、阿木洛村、乃加村、阿来吾村、彩洛村和打里井村。